# Eliza Roszkowska Öberg
Eliza Roszkowska Öberg, född 3 februari 1978 i Piaseczno i Polen, är en polsk-svensk IT-konsult och politiker (moderat). Hon var riksdagsledamot 2006–2014 (tjänstgörande ersättare 2006–2008, därefter ordinarie ledamot), invald för Stockholms läns valkrets.

## Biografi
Under våren 2002 avslutade Roszkowska Öberg sina masterstudier inom datavetenskap och ekonomi i Warszawa.[källa behövs] Efter flytten till Sverige 2002 arbetade hon som informationsteknikkonsult.
Roszkowska Öberg sitter i kommunfullmäktige och kommunstyrelse i Österåkers kommun. Hon är bosatt i Åkersberga i Stockholms län.

### Riksdagsledamot
Roszkowska Öberg kandiderade i riksdagsvalet 2006 och blev ersättare. Hon var tjänstgörande ersättare för Mikael Sandström under perioden 19 oktober 2006–29 februari 2008. Roszkowska Öberg utsågs till ny ordinarie riksdagsledamot från och med 1 mars 2008 sedan Catharina Elmsäter-Svärd avsagt sig uppdraget.
I riksdagen var hon ledamot i trafikutskottet 2008–2014 samt suppleant i justitieutskottet och trafikutskottet.